# دوموس
دوموس یا سرای رومی (dom) در روم باستان نوع خانه شهری بود که توسط طبقات بالا و برخی از آزادگان ثروتمند در دوران جمهوری روم و امپراتوری روم برای مسکن استفاده می‌شد. تقریباً در تمام شهرهای بزرگ در سرتاسر سرزمین رومی یافت می‌شد. بسیاری از ثروتمندترین خانواده‌های روم باستان، همراه با یک دوموس در شهر، صاحب خانه‌ای جداگانه به نام ویلای رومی بودند . بسیاری انتخاب می‌کردند که عمدتاً یا حتی منحصراً در ویلاهای خود زندگی کنند. این خانه‌ها به دلیل فضای بیشتر خارج از شهر محصور و مستحکم ، عموماً در مقیاس بسیار بزرگتر و در هکتارهای بزرگتر بودند .
طبقات نخبه جامعه روم اقامتگاه‌های خود را با تزئینات مرمری استادانه، سنگ‌فرش‌های مرمری منبت کاری شده، دیوارهای در و ستون‌ها و همچنین نقاشی‌ها و نقاشی‌های دیواری گران‌قیمت می‌ساختند.